# 鮑天鍾
鮑天鍾（？—？），正蓝旗人，清朝政治人物。官生出身。
康熙十八年（1679年），擔任清朝廣州府南海縣知縣。后由郭爾戺接任。